# スヴェア級海防戦艦
| スヴェア級海防戦艦             | スヴェア級海防戦艦 |
| ------------------------------ | --- |
| 竣工時の「スヴェア（1903年）」 | |
| 艦級概観                       | |
| 艦種                           | 海防戦艦 |
| 艦名                           | 地名 |
| 前級                           | Löke (モニター) |
| 次級                           | オーディン級 |
| 性能諸元（竣工時）             | |
| 排水量                         | 常備：3,051トン 満載：3.273トン |
| 全長                           | 75.7m |
| 全幅                           | 14.78m |
| 吃水                           | 5.18m |
| 機関                           | 形式不明石炭専焼缶6基 +レシプロ機関2基2軸推進 |
| 最大 出力                      | 3,640hp |
| 最大 速力                      | 14.7ノット |
| 航続 距離                      | -ノット/-海里（石炭：300トン） |
| 乗員                           | 252名 |
| 兵装                           | アームストロング 1885年型 25.4cm（32口径）連装ライフル砲1基 アームストロング 1883年型 15.2cm（28口径）単装砲6基 ノルデンフェルト 1884年型 3.7cm（40口径）単装機砲2基 ノルデンフェルト 1877年型 2.5cm（40口径）単装機砲4基 35.6cm魚雷発射管単装1基 |
| 装甲                           | 舷側：297mm（水線最厚部）、127mm（艦首尾部） 甲板：49mm 主砲塔：297mm（前盾）、246mm（側盾）、-mm（天蓋） バーベット部：297mm（甲板上部）、127mm（甲板下部） 司令塔：-mm                                                                          |

スヴェア級海防戦艦 (スウェーデン語:Svea klass pansarskepp) は、スウェーデン海軍の海防戦艦の艦級である。

## 概要
本級はスウェーデン海軍が自国の沿岸警備のために造り上げた海防戦艦である。

## 艦形

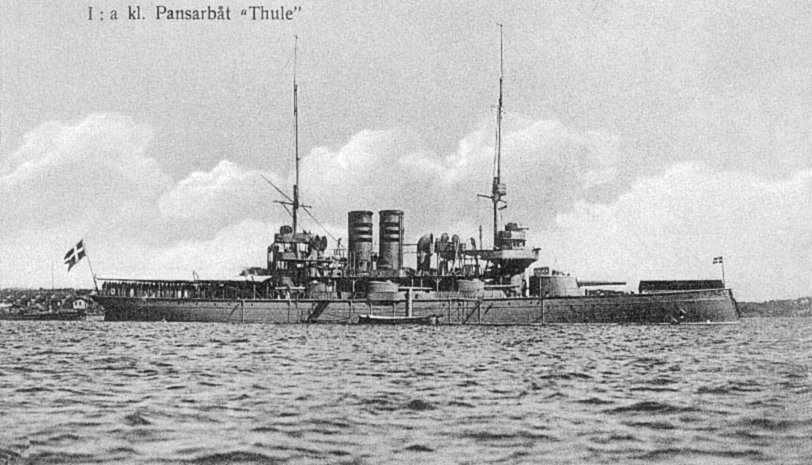
竣工時の「トゥーレ」。

本艦の基本構造は装甲艦時代の影響を残す平甲板型船体で、艦首甲板上に25.4cm後装填砲を収めた連装式主砲塔が1基配置、その背後から上部構造物が始まり、司令塔を下部に組み込み、左右に船橋（ブリッジ）を持つ操舵艦橋が設けられ、頂上部に見張り所を持つミリタリー・マストが立つ。船体中央部には2本煙突が立ち、その周囲は煙管型の通風筒が立ち並び、煙突の後方は艦載艇置き場となっており、艦載艇は船体後部に設けられた2本1組のボート・ダビッドが片舷2組ずつ計4組によって運用された。その下の上部構造物の側面に副砲として15.2cm単装砲を舷側ケースメイト配置で片舷2基ずつ計4基が配置された。他に艦上に3.7cm機砲2基、2.5cm単装機砲4基、12mm（78口径）単装機銃1丁と38.1cm水中魚雷発射管1門を艦首に装備した。
本級は1903年から1906年にかけて近代化改装を受け、主砲は21cm単装砲塔に換装、副砲は15.2cm（44口径）速射砲が単装砲塔に収められて片舷3基ずつと後部甲板上に1基の計7基が配置された。
各艦の船体サイズの相違は以下の通り
| 艦名     | 常備排水量 | 常備排水量 | 全長  | 全幅  | 吃水  | 乗員数 |
| -------- | ---------- | ---------- | ----- | ----- | ----- | ------ |
| スヴェア | 3,051トン  | 3.273トン  | 75.7m | 14.8m | 5.18m | 252名  |
| イェータ | 3,228トン  | 3,300トン  | 78.8m | 14.6m | 5.1mm | ←      |
| トゥーレ | 3,248トン  | ←          | 79.5m | 15.7m | ←     | ←      |

## 武装

### 主砲、副砲、その他の備砲・雷装等

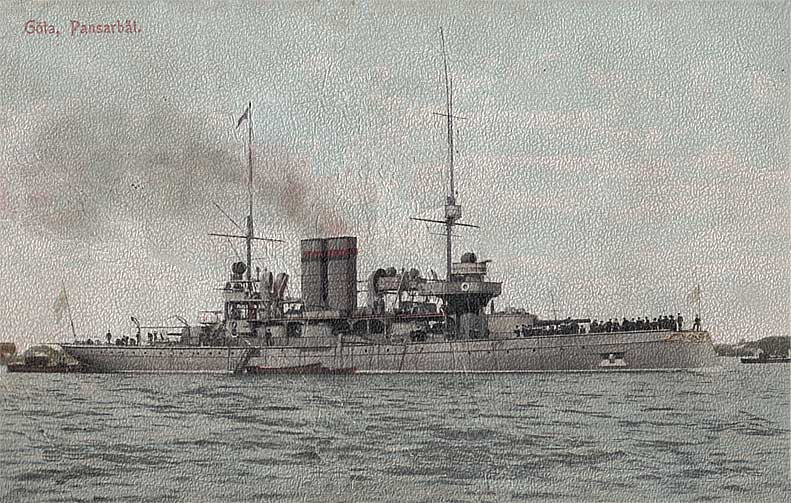
竣工時の「イェータ」。

本級の主砲にはイギリスのアームストロング社の新設計の「」を採用している。その性能は重量227.0kgの砲弾を最大仰角12度で9,235mまで届かせることが出来た。俯仰能力は仰角12度・俯角0度で左右の旋回角度は左右150度の旋回角度を持っていた。砲塔の旋回、砲身の上下・砲弾の装填の動力は瘴気ポンプによる水圧駆動で補助に人力を必要とした。発射速度は2分間に1発であった。

### 副砲、その他の備砲・雷装等
副砲もアームストロング社の「1903年型 15.2cm（38口径）ライフル砲」を採用しており単装砲架で6基搭載していた。他に近接火器として「ノルデンフェルト 1884年型 3.7cm（40口径）単装機砲」2基と「ノルデンフェルト 1877年型 2.5cm（40口径）単装機砲4基」を搭載していた。対艦攻撃用に艦首に35.6cm水中魚雷発射管を単装で1基を搭載していた。

### 1903年の武装転換

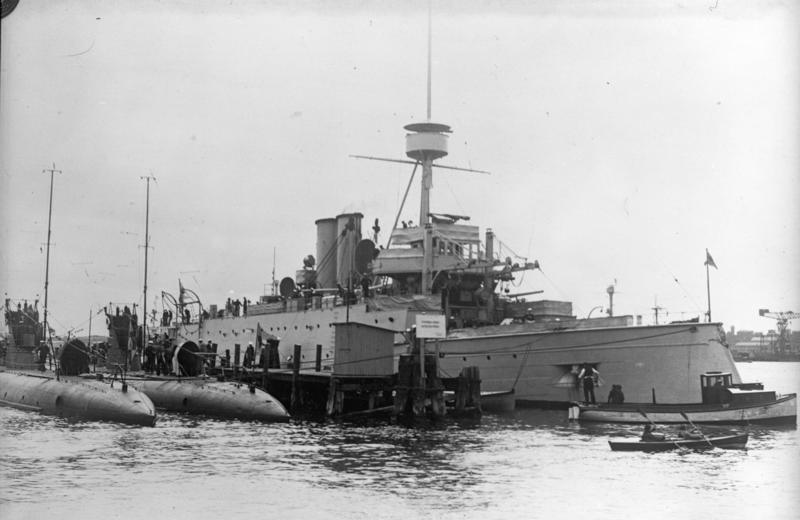
1929年に撮られた改装後の「スヴェア」。1920年代から潜水艦母艦として就役した。

「スヴェア」と「トゥーレ」は1903年から1904年にかけて近代化改装を受け、主砲はボフォース社の新設計の「1898年型 21cm（44口径）カノン砲」を採用している。その性能は重量45.8kgの砲弾を最大仰角12度で10,925mまで届かせることが出来た。これを単装砲塔に収め、砲塔の装甲は前部：190mm・側面・バーベット部：140mm厚で1基を搭載した。砲塔の俯仰能力は仰角12度・俯角5度である。さらに旋回角度は左右120度の旋回角度を持っていた。砲塔の旋回、砲身の上下・砲弾の装填の動力は電動で補助に人力を必要とした。発射速度は毎分1発である。
副砲はボフォース社の新設計の「1898年型 15.2cm（44口径）速射砲」を採用された。その性能は重量45.4kgの砲弾を最大仰角15度で9000mまで届かせることが出来た。これを単装式の装甲厚115mm防御の砲塔に収めて7基を搭載、砲架の俯仰能力は仰角17度・俯角7度である。さらに旋回角度は240度の旋回角度を持っていた。砲塔の旋回、砲身の上下・砲弾の装填の動力は電動で補助に人力を必要とした。発射速度は毎分6～7発である。
その他に対水雷艇様に「ボフォース 5.7cm（55口径）速射砲」を採用しており、この砲は同時期に建造された装甲巡洋艦「フィルギア」の備砲にも採用された。その性能は重量2.72kgの砲弾を最大仰角20度で5,000mまで届かせることが出来た。これを単装砲架で8基を搭載した。砲架の俯仰能力は仰角20度・俯角20度である。旋回角度は360度の旋回角度を持っていたが実際は上部構造物により制限を受けた。砲架の旋回、砲身の上下・砲弾の装填の動力は人力を必要とした。発射速度は毎分20発である。他に2.5cm（35口径）単装機2基と8mm単装機銃2丁を艦上構造物に装備した。対艦攻撃用に45.7cm単装魚雷発射管を艦首に搭載した。

## 機関
各艦の機関の差異は以下の通り
| 艦名               | 最大出力 | 最大速力   | 燃料量  |
| ------------------ | -------- | ---------- | ------- |
| スヴェア           | 3,640hp  | 14.7ノット | 288トン |
| イェータ &トゥーレ | 4,700hp  | 16.0ノット | 300トン |

## 同型艦
- スヴェア (HMS Svea)

1884年3月にヨーテボリ造船所にて起工、1885年12月12日進水、1886年9月20日竣工、1920年に潜水艦母艦に類別変更、1944年解体。
- イェータ (HMS Göta)

1888年にヨーテボリ造船所にて起工、1889年9月16日進水、1891年竣工、1923年除籍後にハルクとなり、1938年解体。
- トゥーレ (HMS Thule)

1891年にストックホルム造船所にて起工、1893年3月4日進水、同年12月1日竣工、1923年除籍後にハルクとなり、1928年に標的艦として利用、1930年に解体。